# Lepidostoma xolotl
Lepidostoma xolotl är en nattsländeart som beskrevs av Ralph W. Holzenthal och Embrik Strand 1992. Lepidostoma xolotl ingår i släktet Lepidostoma och familjen kantrörsnattsländor. Inga underarter finns listade i Catalogue of Life.